# Condado de Wood (Wisconsin)
O Condado de Wood é um dos 72 condados do Estado americano do Wisconsin. A sede do condado é Wisconsin Rapids, e sua maior cidade é Wisconsin Rapids. O condado possui uma área de 2 096 km² (dos quais 43 km² estão cobertos por água), uma população de 75 555 habitantes, e uma densidade populacional de 37 hab/km² (segundo o censo nacional de 2000). O condado foi fundado em 1856.